# Špitalič pri Slovenskih Konjicah
Špitalič pri Slovenskih Konjicah este o localitate din comuna Slovenske Konjice, Slovenia.